# یوتسوکایدو، چیبا
یوتسوکایدو، چیبا از شهرهای Chiba Prefecture Japan است که جمعیت آن در January 1 ۲۰۰۸۸۵٬۷۳۸نفر بوده‌است.